# Харьковское коммерческое училище Императора Александра III

Выпускная фотография учащихся Харьковского коммерческого училища Императора Александра III, 1914 г.

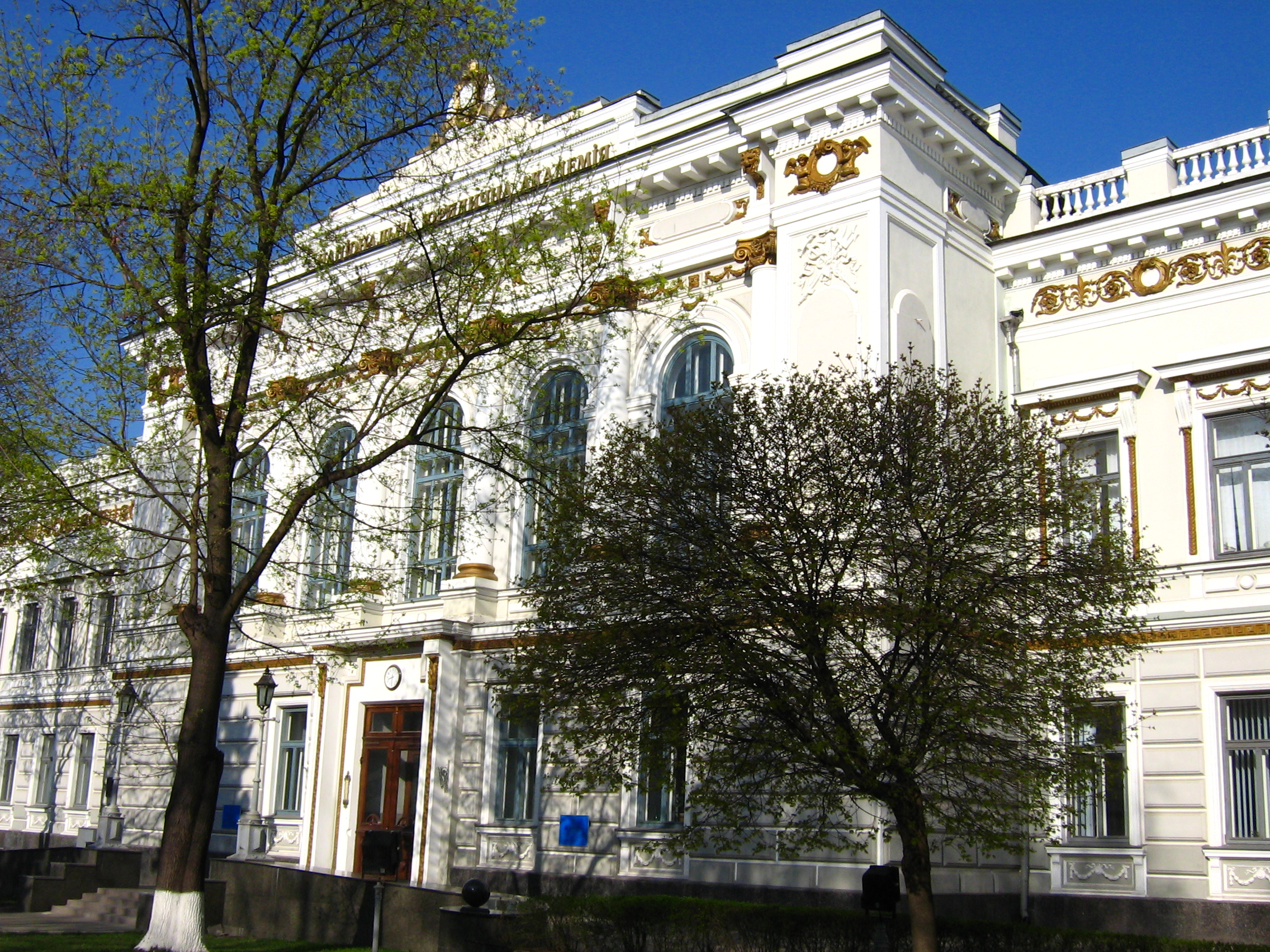
Здание Национальной юридической академии, апрель 2008 (современное состояние)

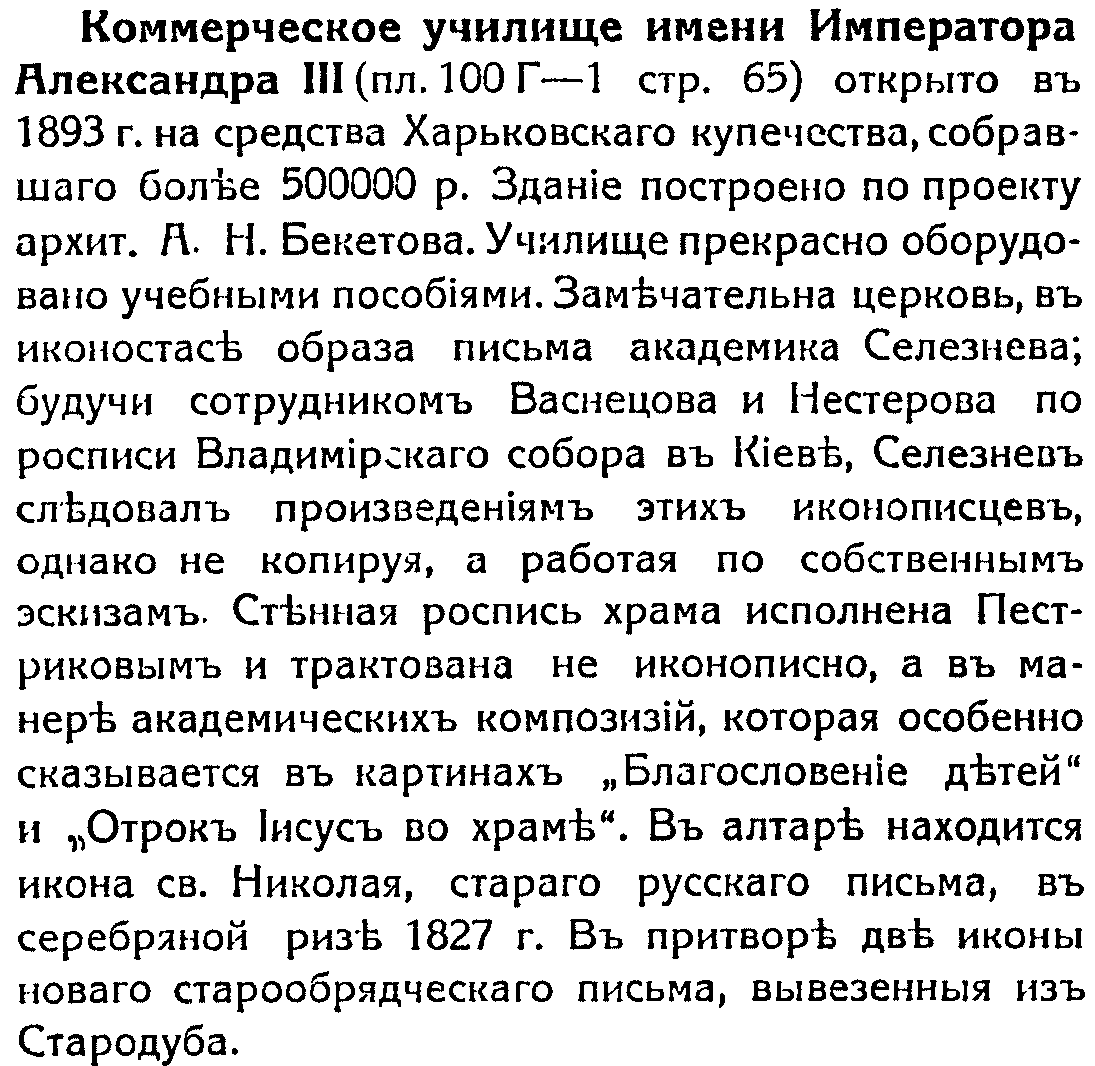
Описание Коммерческого училища в путеводителе 1915 г.

Формирование системы коммерческого образования в Харькове, кон. XIX — нач. XX ст.

Харьковское коммерческое училище Императора Александра III — среднее коммерческое учебное заведение, одно из первых специальных учебных заведений сферы коммерческого образования в Российской империи. Действовало с 1893 по конец 1919 года.

## Создание
Решение о создании коммерческого училища в Харькове было принято 31 октября 1888 г. в память чудесного спасения Царской семьи в железнодорожной катастрофе на станции Борки. Инициатор создания — харьковский купец, коммерц-советник Н. В. Орлов из Харьковского купеческого общества. Вопросы создания училища разрабатывала комиссия под председательством городского головы И. А. Фесенко.
В 1889 году был проведён архитектурный конкурс здания училища, на котором победил проект молодого архитектора — Алексея Бекетова, выпускника С-Петербургской Академии художеств. Училище стало его первой постройкой.
Положение об училище было утверждено 4 марта 1891 года, первые занятия начались осенью 1893 года; 2 декабря 1894 года училищу было присвоено имя Императора Всероссийского Александра III.

## Статус училища
В ведении Министерства народного просвещения, с 1895 г. — Министерства финансов, далее — Министерства промышленности и торговли. Устав создан по образцу Московского Александровского коммерческого училища, дополнен в соответствии с Положением про коммерческие учебные заведения от 15 апреля 1895 года. Финансировалось оно за счёт сбора с членов Харьковского купеческого общества при выборе патентов. Управлялось Попечительным советом, среди опекунов были А. К. Алчевский, Н. Ф.фон-Дитмар и учебным комитетом.
Внутри училища действовал красивый храм Нерукотворного Образа Господня, разрушенный прямым попаданием бомбы в войну (сейчас на этом месте актовый зал Юракадемии).
Учащиеся, успешно окончившие курс, получали звание личного почётного гражданина и аттестат; лучшие выпускники — степень кандидата коммерции. Отличники награждались золотыми и серебряными медалями.
Училище готовило специалистов высшей квалификации для торговых и промышленных предприятий. Среди воспитанников были представители наиболее известных купеческих фамилий города. Обучение в основном платное, также существовала система благотворительных стипендий.
Издавались ежегодные «Отчёты» и «Ежегодники» училища.

## Учебные программы и курсы
В училище было 8 классов: подготовительный, 1-5 основные, 6-7 специальные.
Общеобразовательные предметы — по курсу реальных училищ. Специальные коммерческие дисциплины: законоведение, политическая экономия, коммерческая география, бухгалтерия, коммерческая арифметика, коммерческая корреспонденция, товароведение. К преподаванию привлекались профессора и приват-доценты высших учебных заведений.
С 1912 года при училище были открыты вечерние Высшие коммерческие курсы Харьковского купеческого общества в 1916 г. получившие статус Коммерческого института.
В 1915 году директором училища был действительный статский советник Н. М. Дубяга.
После отступления Добровольческой армии из Харькова (с 24 июня по 12 декабря 1919 года) училище было закрыто. В 1920 году в соответствии с решением Правительства Украины на базе Харьковского коммерческого института и юридического факультета Харьковского университета был создан Харьковский институт народного хозяйства. К 1937 году здесь стал функционировать Харьковский юридический институт (ныне — Национальный юридический университет имени Ярослава Мудрого).